# NGC 7597
NGC 7597 est une très vaste galaxie lenticulaire relativement éloignée et située dans la constellation de Pégase. Sa vitesse par rapport au fond diffus cosmologique est de 10 900 ± 34 km/s, ce qui correspond à une distance de Hubble de 160,8 ± 11,3 Mpc (∼524 millions d'al). NGC 7597 a été découverte par l'astronome allemand Albert Marth en 1864. Cette galaxie a été redécouverte le 25 septembre 1867 par l'astronome suédois Herman Schultz (en) et incluse au New General Catalog sous la désignation NGC 7571.
En raison d'une brillance de surface égale à 14,00 mag/am2, on peut qualifier NGC 7597 de galaxie à faible brillance de surface (LSB en anglais pour low surface brightness). Les galaxies LSB sont des galaxies diffuses (D) avec une brillance de surface inférieure de moins d'une magnitude à celle du ciel nocturne ambiant.

## Le groupe WBL 707
En se basant sur un catalogue de 732 groupes de galaxies rapprochées et pauvres en membres publié en mai 1999 par Richard A. White, Mark Bliton, Suketu P. Bhavsar, Patricia Bornmann, Jack O. Burns, Michael J. Ledlow et Christen Loken, la base de données indique que NGC 7597 fait partie du groupe WBL707. Selon ce catalogue, ce groupe comprend trois galaxies, mais malheureusement elles ne sont pas identifiées. La désignation employée pour les groupes de ce catalogue est WBL x-y, où x est le numéro du groupe et y le numéro de la galaxie qui dépasse très rarement 10. L'identification de la galaxie peut être réalisée la plupart du temps en entrant la désignation WBL x-y de celle-ci dans la base de données NASA/IPAC.
En fait, il s'agit d'un trio de galaxies. Les trois galaxies du groupe sont NGC 7597 (WBL707-01), NGC 7598 WBL707-02 et WBL 707-03 (NGC 7602). Le tableau ci-dessous résemume leurs propriétés.
| Nom                   | Classification | Type          | α (J2000.0)      | δ (J2000.0)     | Vitesse radiale (km/s) | Magnitude apparente | Distance (Mpc)   | Dimension (kal) |
| --------------------- | -------------- | ------------- | ---------------- | --------------- | ---------------------- | ------------------- | ---------------- | --------------- |
| WBL 707-01 (NGC 7597) | cD:?           | Lenticulaire  | 23h 18m 30.2207s | 18° 41′ 20.668″ | 11 263 ± 23 km/s       | 14,0                | 160,8 ± 11,3 Mpc | 254             |
| WBL 707-02 (NGC 7598) | E              | Elliptique    | 23h 18m 33.2257s | 18° 44′ 59.039″ | 11 384 ± 15 km/s       | 14,9                | 162,6 ± 11,4 Mpc | 157             |
| WBL 707-03 (NGC 7602) | S?             | Lenticulaire? | 23h 18m 43.5348s | 18° 41′ 54.057″ | 11 793 ± 20 km/s       | 14,4                | 168,6 ± 11,8 Mpc | 119             |

La distance de Hubble moyenne ce trio est égale à 164,0 ± 11,5 Mpc (∼535 millions d'al) òu incertitude de  11,7 Mpc est égale à la moyenne des incertitude.